# Ölziit, Övörkhangai
Ölziit (tiếng Mông Cổ: Өлзийт) là một sum của tỉnh Övörkhangai tại miền nam Mông Cổ. Vào năm 2008, dân số của sum là 2.741 người.

## Địa lý
Sum có diện tích khoảng 1.900 km2. Trung tâm sum, Sangiin, nằm cách tỉnh lị Arvaikheer 88 km và cách thủ đô Ulaanbaatar 360 km.

### Khí hậu
Khu vực này có khí hậu bán khô hạn. Nhiệt độ trung bình hàng năm trên địa bàn là 3 °C. Tháng ấm nhất là tháng 7, với nhiệt độ trung bình là 21 °C và lạnh nhất là tháng 1, với -19 °C. Lượng mưa trung bình hàng năm là 366 mm. Tháng mưa nhiều nhất là tháng 7, với lượng mưa trung bình 103 mm và khô nhất là tháng 2, với lượng mưa 2 mm.

## Kinh tế
Sum có một trường học, bệnh viện và khu dịch vụ.